# جف فاکسوورثی
جف فاکسوورثی (انگلیسی: Jeff Foxworthy؛ زادهٔ ۶ سپتامبر ۱۹۵۸) نویسنده، ترانه‌سرا و هنرپیشه اهل ایالات متحده آمریکا است.
از فیلم‌ها یا برنامه‌های تلویزیونی که وی در آن نقش داشته‌است می‌توان به اسمورف‌ها، اسمورف‌ها ۲ و گورخر مسابقه اشاره کرد.